# Bordsskick

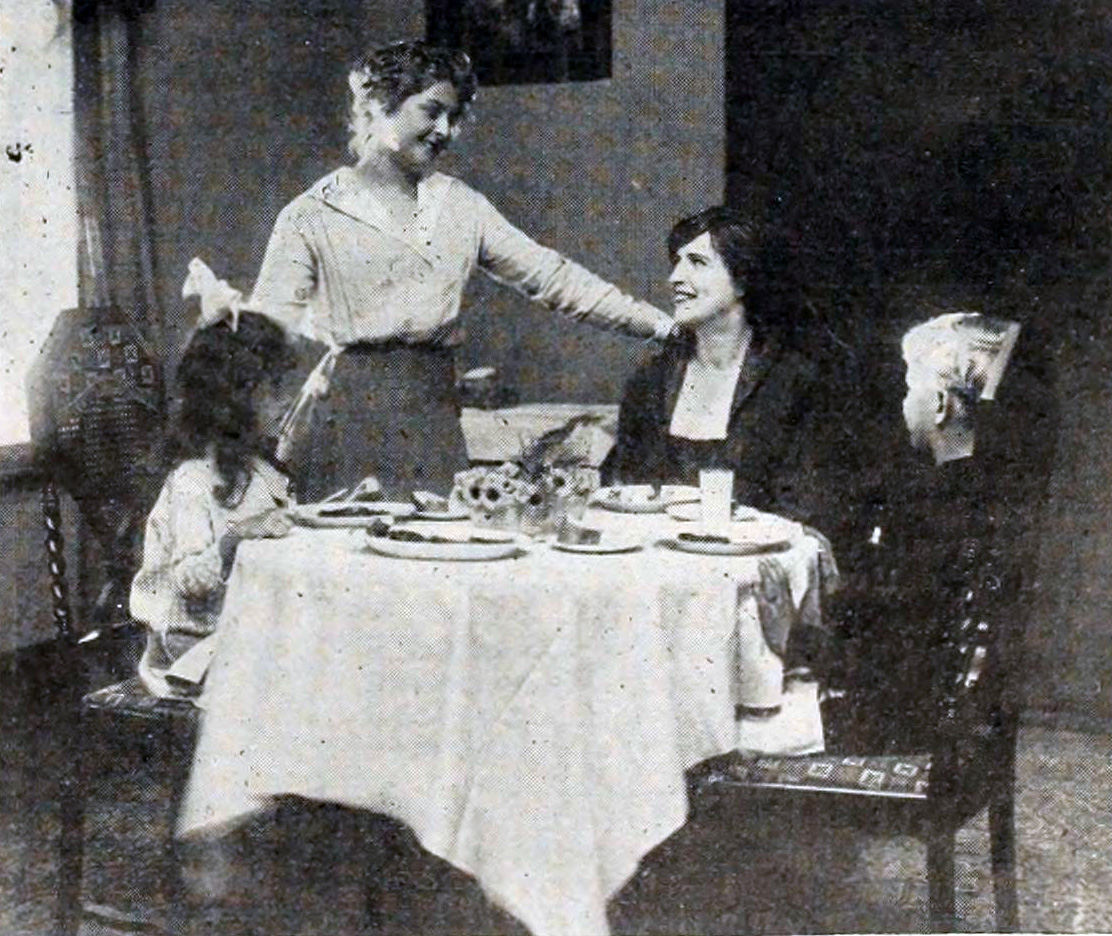
Table Manners in the Nursery (1916)

Bordsskick är en kulturellt betingad uppfattning om hur man äter och uppträder vid ett matbord. Att äta mat i ett annat land, särskilt när man är hemma hos en familj, kan vara en utmaning och innebära klavertramp och det kan vara bra att läsa på i förväg och vara observant på hur andra gör.
Om bordsskickets kulturhistoria kan man läsa i Sedernas historia av Norbert Elias.